# خوش‌آب (دشتستان)
خوش‌آب، روستایی است از توابع دهستان حومه بخش مرکزی در شهرستان دشتستان استان بوشهر ایران.
جمعیت این روستا بر اساس سرشماری سال ۱۳۹۵ تعداد ۹۱۴ نفر (۲۵۰ خانوار) می‌باشد. بر همین اساس در سال ۱۳۸۵ آمار جمعیت آن ۶۴۸ نفر (۱۵۰ خانوار) بوده‌است. جمعیت این روستا درسال۱۴۰۴ بالغ بر ۱۴۸۰ نفربرآوردشده است.

## جنگ خوشاب
جنگ خوشاب نبردی است که در هشتم فوریه ۱۸۵۷ میلادی بین سپاه ایران به فرماندهی شجاع‌الملک، حاکم وقت ایالت فارس و سپاه بریتانیا به فرماندهی ژنرال اترام در چند کیلومتری برازجان در نزدیکی روستای خوشاب اتفاق افتاد انگلیسی‌ها و نیروهای هندی عقب‌نشینی کردند و به بوشهر برگشتند ایران این جنگ را بزرگترین پیروزی با بریتانیا دانست اما انگلیسی‌ها همواره این جنگ را پیروزی خود و شکست نیروهای ایرانی می‌دانند. بر اساس گزارش‌های انگلیسی ایران در این جنگ هزار کشته و اسیر داده و انگلیسی‌ها و هندی‌ها ۱۹ کشته داده‌اند. این جنگ پس از واقعه هرات و با اشغال جزیره خارگ و بندر بوشهر در دسامبر ۱۸۵۶ رخ داد.